# Торнеппл (Вісконсин)
Торнеппл (англ. Thornapple) — місто (англ. town) в США, в окрузі Раск штату Вісконсин. Населення — 721 особа (2020).

## Демографія
Згідно з переписом 2010 року, у місті мешкали 774 особи в 324 домогосподарствах у складі 224 родин. Було 444 помешкання
Расовий склад населення:
| - 97,7 % — білих - 0,9 % — корінних американців - 0,3 % — азіатів - 0,1 % — чорних або афроамериканців |

До двох чи більше рас належало 1,0 %. Частка іспаномовних становила 0,5 % від усіх жителів.
За віковим діапазоном населення розподілялося таким чином: 23,8 % — особи молодші 18 років, 57,2 % — особи у віці 18—64 років, 19,0 % — особи у віці 65 років та старші. Медіана віку мешканця становила 45,9 року. На 100 осіб жіночої статі у місті припадало 108,6 чоловіків;  на 100 жінок у віці від 18 років та старших — 107,0 чоловіків також старших 18 років.
Середній дохід на одне домашнє господарство  становив 55 242 долари США (медіана — 47 159), а середній дохід на одну сім'ю — 61 352 долари (медіана — 51 719). Медіана доходів становила 41 548 доларів для чоловіків та 29 375 доларів для жінок. За межею бідності перебувало 11,3 % осіб, у тому числі 11,6 % дітей у віці до 18 років та 6,8 % осіб у віці 65 років та старших.
Цивільне працевлаштоване населення становило 376 осіб. Основні галузі зайнятості: виробництво — 28,2 %, роздрібна торгівля — 16,2 %, освіта, охорона здоров'я та соціальна допомога — 12,0 %, будівництво — 8,2 %.